# Рибосомний білок L24
Рибосомний білок L24 (англ. Ribosomal protein L24) – білок, який кодується геном RPL24, розташованим у людей на короткому плечі 3-ї хромосоми.  Довжина поліпептидного ланцюга білка становить 157 амінокислот, а молекулярна маса — 17 779.
| 10         |  | 20         |  | 30         |  | 40         |  | 50         |
| ---------- |  | ---------- |  | ---------- |  | ---------- |  | ---------- |
| MKVELCSFSG |  | YKIYPGHGRR |  | YARTDGKVFQ |  | FLNAKCESAF |  | LSKRNPRQIN |
| WTVLYRRKHK |  | KGQSEEIQKK |  | RTRRAVKFQR |  | AITGASLADI |  | MAKRNQKPEV |
| RKAQREQAIR |  | AAKEAKKAKQ |  | ASKKTAMAAA |  | KAPTKAAPKQ |  | KIVKPVKVSA |
| PRVGGKR    |  |            |  |            |  |            |  |            |

A: Аланін

C: Цистеїн

D: Аспарагінова кислота

E: Глутамінова кислота

F: Фенілаланін

G: Гліцин

H: Гістидин

I: Ізолейцин

K: Лізин

L: Лейцин

M: Метіонін

N: Аспарагін

P: Пролін

Q: Глутамін

R: Аргінін

S: Серин

T: Треонін

V: Валін

W: Триптофан

Цей білок за функціями належить до рибонуклеопротеїнів, рибосомних білків. 